# 日高政光
日高 政光（ひだか まさみつ、1960年10月19日 - 2022年3月頃）は、日本の男性アニメーション演出家、アニメ監督。宮崎県出身。

## 経歴・人物
宮崎工業高校建築科、九州産業大学工学部建築学科を卒業後、建築業界の不況のため上京する。当時は、何も見ずに建物が描けていたため、友人からも一目置かれていた。
映画『クラッシャージョウ』、『うる星やつら オンリー・ユー』の影響でアニメーターを志望し制作進行をしていた。
井内秀治を師と仰ぎサンライズにてロボットアニメの演出を複数手掛けたのち、フリーになる。オー・エル・エムでの作品に関わることが多い。
エルドランシリーズで演出家デビューし、日高と一緒に仕事をすることが多かった谷口悟朗は、日高を「アニキ」と呼んで慕っていた。
その後、サンライズ作品で絵コンテとして参加する他、『ポケットモンスター』の監督を2006年ごろまで務めた。監督降板後は『ポケットモンスター ダイヤモンド&パール』まで絵コンテを担当した後、劇場での作品に参加するようになった。
2022年3月10日、同期のアニメーション演出家である福田己津央のSNSにて死去したことが公表された。

## 参加作品

### テレビアニメ
- 1983年 タオタオ絵本館 世界動物ばなし（制作進行）
- 1985年 六三四の剣（制作進行）
- 1986年 ガジェット警部（背景）
- 1987年 機甲戦記ドラグナー （ストーリーボード・演出）
- 1988年 魔神英雄伝ワタル （ストーリーボード・演出）
- 1989年 魔動王グランゾート （ストーリーボード・演出）
- 1990年 魔神英雄伝ワタル2 （ストーリーボード・演出）
- 1991年 太陽の勇者ファイバード （演出チーフ）
- 1992年 元気爆発ガンバルガー （絵コンテ・演出）
- 1993年 勇者特急マイトガイン （絵コンテ・演出）
- 1993年 熱血最強ゴウザウラー（絵コンテ・演出）
- 1993年 ジャングルの王者ターちゃん♡ （絵コンテ・演出）
- 1994年 剣勇伝説YAIBA （絵コンテ）
- 1994年 勇者警察ジェイデッカー （絵コンテ・演出）
- 1994年 キャプテン翼J （絵コンテ・演出）
- 1995年 新機動戦記ガンダムW （絵コンテ）
- 1995年 獣戦士ガルキーバ （監督）
- 1995年 モジャ公 （絵コンテ・演出）
- 1996年 機動新世紀ガンダムX （絵コンテ・演出）
- 1996年 勇者指令ダグオン （絵コンテ・演出）
- 1996年 超者ライディーン （絵コンテ）
- 1997年 勇者王ガオガイガー （絵コンテ）
- 1997年 ポケットモンスター （監督）
- 1997年 剣風伝奇ベルセルク （絵コンテ）
- 1997年 超魔神英雄伝ワタル （OP1/OP2絵コンテ）[2]
- 1999年 ベターマン （絵コンテ）
- 1999年 ∀ガンダム （絵コンテ）
- 2000年 GEAR戦士電童 （絵コンテ）
- 2000年 BRIGADOON まりんとメラン （絵コンテ）
- 2001年 スクライド （絵コンテ）
- 2002年 FF：U 〜ファイナルファンタジー:アンリミテッド〜 （絵コンテ）
- 2002年 ポケットモンスター アドバンスジェネレーション （監督） ※第158話後、途中降板
- 2006年 ゼーガペイン （絵コンテ）
- 2006年 ポケットモンスター ダイヤモンド&パール （絵コンテ）
- 2007年 ドラゴノーツ -ザ・レゾナンス- （絵コンテ）
- 2008年 BLASSREITER （絵コンテ）
- 2008年 コードギアス 反逆のルルーシュR2 （絵コンテ）
- 2008年 鉄のラインバレル （監督）
- 2009年 咲-Saki- （絵コンテ）
- 2009年 聖剣の刀鍛冶 （監督）[3]
- 2010年 聖痕のクェイサー （絵コンテ）
- 2011年 聖痕のクェイサーII （絵コンテ）
- 2011年 魔乳秘剣帖 （絵コンテ）
- 2013年 断裁分離のクライムエッジ （絵コンテ）
- 2013年 ハヤテのごとく! Cuties （絵コンテ）
- 2013年 ポケットモンスター ミュウツー 〜覚醒への序章〜 （絵コンテ・演出）
- 2014年 咲-Saki- 全国編 （絵コンテ）
- 2014年 ナノ・インベーダーズ（絵コンテ・第15話）
- 2016年 ハイキュー!! 烏野高校 VS 白鳥沢学園高校（絵コンテ）
- 2017年 徒然チルドレン（絵コンテ）
- 2017年 少年アシベ GO! GO! ゴマちゃん（絵コンテ・第52話）
- 2018年 メルヘン・メドヘン（絵コンテ・演出）

### OVA
- 1985年 GREED（制作進行・動画）
- 1987年 ダーティペア ラブリーエンジェルより愛をこめて （演出助手）
- 1993年 うしおととら （絵コンテ・演出）
- 1996年 機動戦士ガンダム 第08MS小隊 （演出）
- 1997年 ぶっとび!!CPU （監督）
- 1997年 沈黙の艦隊 （絵コンテ・演出）
- 1998年 POWER DoLLS Delachment of Limited Line Service プロジェクトα （監督）
- 2000年 勇者王ガオガイガーFINAL （絵コンテ）

### 劇場アニメ
- 1991年 らんま1/2 中国寝崑崙大決戦! 掟やぶりの激闘篇!! （絵コンテ・演出）
- 1994年 餓狼伝説 -THE MOTION PICTURE- （演出）
- 1998年 劇場版ポケットモンスター ミュウツーの逆襲 （演出）
- 1999年 劇場版ポケットモンスター 幻のポケモン ルギア爆誕 （演出）
- 2000年 劇場版ポケットモンスター 結晶塔の帝王 ENTEI （演出）
- 2001年 劇場版ポケットモンスター セレビィ 時を超えた遭遇 （演出）
- 2005年 劇場版ポケットモンスター アドバンスジェネレーション ミュウと波導の勇者 ルカリオ （OLM側製作委員）
- 2006年 劇場版ポケットモンスター アドバンスジェネレーション ポケモンレンジャーと蒼海の王子 マナフィ （OLM側製作委員）
- 2010年 劇場版ポケットモンスター ダイヤモンド&パール 幻影の覇者 ゾロアーク （絵コンテ）
- 2010年 劇場版イナズマイレブン 最強軍団オーガ襲来 （演出）
- 2011年 劇場版ポケットモンスター ベストウイッシュ ビクティニと黒き英雄 ゼクロム・白き英雄 レシラム （演出）
- 2011年 劇場版イナズマイレブンGO 究極の絆 グリフォン （演出）
- 2012年 劇場版ポケットモンスター ベストウイッシュ キュレムVS聖剣士 ケルディオ （絵コンテ・演出）
- 2012年 劇場版イナズマイレブンGO vs ダンボール戦機W（演出）
- 2013年 劇場版ポケットモンスター ベストウイッシュ 神速のゲノセクト ミュウツー覚醒（絵コンテ・演出）
- 2013年 コードギアス 亡国のアキト 第2章「引き裂かれし翼竜」（絵コンテ）
- 2014年 新劇場版 頭文字D Legend1-覚醒-（監督）
- 2015年 コードギアス 亡国のアキト 第3章「輝くもの天より堕つ」（絵コンテ）
- 2015年 新劇場版 頭文字D Legend2-闘走-（総監督）
- 2016年 新劇場版 頭文字D Legend3-夢現-（総監督）

### その他
- 2011年 イナズマイレブン ストライカーズ　ゲーム　オープニング（絵コンテ・演出）
- 2015年 機甲戦記ドラグナー パチスロ　ピクチャードラマ　マイヨ・プラート／ミン（脚本・絵コンテ）